# Cicada barbara
Cicada barbara es una especie de insecto hemíptero de la familia Cicadidae, género Cicada.

## Descripción
La especie es exteriormente y en apariencia igual a Cicada orni, otra especie común de cigarra. Se distinguen exclusivamente por el canto. Cicada orni posee un canto discontinuo, repetitivo y monótono, mientras que Cicada barbara presenta un canto continuo.

## Subespecies
- Cicada barbara lusitanica